# 인지문법론
인지문법론(認知文法論, cognitive grammar)은 인지통사론, 인지형태론이라고도 한다. 개념적 체계의 특성에 기초하여 언어 체계 및 그 체계에 대한 우리의 지식을 연구한다. 언어가 어떻게 작용하는지를 이해하기 위해 개념적 체계의 지식에 의존한다. 인지문법론의 두 중심 원리는 다음과 같다.
- '상징적 정립(symbolic thesis)'으로서, 언어가 본질적으로 상징적이라는 가설에 기초를 두며, 언어 표현은 개념화를 상징한다고 주장한다.
- '용법 토대적 정립(usage-based thesis)'으로서 화자의 언어 지식이 언어 사용의 상황적 실례들로부터 상징적 단위를 추상화함으로써 형성된다는 주장이다.

이 때, 의미와 문법은 동전의 양면으로 간주되며, 따라서 인지의미론과 인지문법론은 상보적인 관계를 가진다.

## 같이 보기
- 게슈탈트 심리학
- 인지언어학
- 조지 레이코프